# Зграда Галерије ликовне уметности поклон збирка Рајка Мамузића
Зграда Галерије ликовне уметности поклон збирка Рајка Мамузића изграђена је 1923. године. Заштићена је као споменик културе од 1992. године. 

## Положај и изглед
Породична вила је изграђена 1923. године на углу улица Васе Стајића и Мике Антића. Својим главним улазом грађевина је окренута ка Тргу галерија. Пројекат изградње направио је архитекта Филип Шмит. 
Својим положајем, али и наменом, Галерија ликовне уметности заједно са Галеријом Матице српске и Галеријом спомен збирке „Павла Бељанског”, чини део несвакидашњег скупа установа културе на простору једног града. Тај део града носи назив Трг галерија.
Архитекта се налазио на раскршћу историјских и модерних стилова, што се види у начину изградње и украшавања. Фасада је равно малтерисана, ступци су лишени декорације и прилично су једноставни, кровни венац је степенасто профилисан итд. Изнад и испод прозорских отвора налазе се дискретни штуко-орнаменти. Такође, на поткровљу се може уочити низ окулуса. 
Објекат је сложен и садржи сутерен, високо подигнуто приземље, спрат и увучено поткровље. 
Грађевина је служила као стамбена зграда, тачније вила, све до 15. децембра 1972. године када је у њој основана Галерија ликовне уметности као Поклон збирка Рајка Мамузића. Те године је закључен уговор између дародавца, Рајка Мамузића и Скупштине општине Нови Сад. Након адаптације некадашње куће, галерија је отворена за јавност, 23. октобра 1974. године. Радови су извођени по пројекту новосадског архитекте Саве Форкапића. 
Галерија данас садржи 436 слика, скулптура, цртежа, графика и таписерија еминентних аутора са простора некадашње Југославије.